# St. Nikolaus (Kappelrodeck)

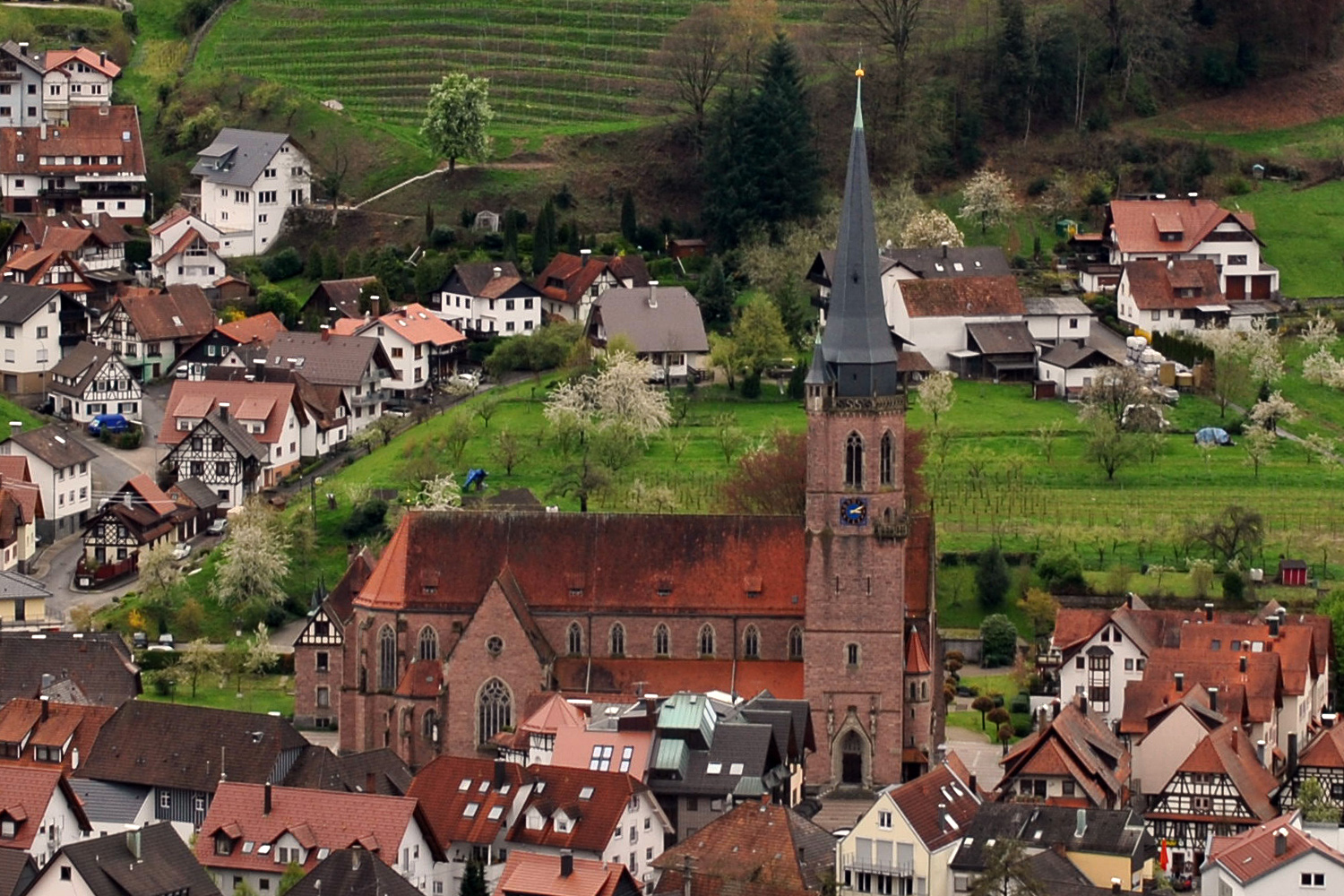
St. Nikolaus in Kappelrodeck

Die Kirche St. Nikolaus ist die römisch-katholische Pfarrkirche von Kappelrodeck im Ortenaukreis und wird im Volksmund auch „Achertäler Dom“ genannt.

## Geschichte
Bereits im 11. Jahrhundert stand nahe der Brücke über die Acher eine kleine Kapelle, die dem Hl. Nikolaus geweiht war. Der Name des Ortes Kappelrodeck geht auf diese kleine Kapelle zurück. Es ist nicht genau überliefert, wer diese Kapelle errichtet hat; es wird angenommen, dass die Ritter von Calw, die den Fronhof (den späteren Georgenhof) bewirtschafteten, die Kapelle errichteten.
Die Kapelle sowie die römisch-katholischen Christen gehörten der Pfarrei St. Stephan in Oberachern an.
Im Jahr 1318 kaufte der Bischof von Straßburg den Georgenhof mit allen Rechten und Pflichten wie Gerichtsbarkeit, Zwing- und Bannrecht. Bis zur Neuordnung 1803 unterstand das Kapplertal der Herrschaft dem Hochstift von Straßburg.
Da die Oberacherner Pfarrei große Zuwächse in Personenzahl und Einzugsgebiet hatte, wollten die Kappler Bürger eine eigene Pfarrei. Konrad Munhard, Pfarrer von Friesenheim, spendete 1387 Priester- und Altarpfründe und stattete die Kappelrodecker Kapelle mit Zustimmung des Bischofs „mit Zinsen und Gültern von Gütern zu Kappel, Achern, Sasbach, Önsbach, Fautenbach, Renchen und Oberkirch“ aus. Munhard war bis zu seinem Tode 1395 Kaplan der Kapelle und für die Seelsorge zuständig. Nach dem Tode des Kaplans gehörte Kappelrodeck wieder zur Pfarrei St. Stephan in Oberachern.
Erst am 2. Juli 1447 wurde die Kapelle zur Pfarrkirche St. Nikolaus erhoben, der erste Priester war Wenzeslaus Fabry von Lichtenberge. Im Jahr 1472 wurde eine neue Kirche gebaut, als Ersatz für die inzwischen zu klein gewordene Kapelle. Die Kirche wurde gestiftet von Pfarrer Konrad Hund, der dem Adelsgeschlecht Hund von Bernshofen angehörte.
Ein Brand zerstörte 1570 die Kirche und das dazugehörige Pfarrhaus fast vollständig. Die Gemeinde wurde danach von der Pfarrei in Waldulm mitbetreut. Erst im Jahr 1609 gab es wieder einen Pfarrer in Kappelrodeck. Die abgebrannte Kirche wurde nur notdürftig instand gesetzt. So gab es nur einen Silberkelch, aber kein ewiges Licht, keine Monstranz oder Ziborium. Da aus den Altären die Reliquien erbrochen waren, musste ein neuer Altarstein beschafft werden.
Erst 140 Jahre nach dem Brand kam es zum Wiederaufbau der Kirche. Im Jahr 1712 wurden der Kirchturm und das Kirchenschiff erneuert und vergrößert. Bei einer Kirchenvisitation 1761 wurde ein Neubau der Kirche angeordnet.
Die Kirche besaß zu diesem Zeitpunkt vier Glocken, die älteste war von 1570. An der Nordseite der Kirche wurde 1773 ein steinernes Kreuz der Jesuitenmission errichtet. Der Friedhof um die Kirche wurde 1767 und 1779 vergrößert. 1767 gab es eine Erweiterung der Kirche durch eine Emporkirche. Die Kirche war bekannt als Wallfahrtskirche mit Nothelferaltar sowie einem Gemälde der Nothelfer. 1776 wurde die Kirche erneuert. Zum angeordneten Neubau kam es erst 140 Jahre nach der Kirchenvisitation.
Im Jahre 1821 wurde die Pfarrei geteilt und in Ottenhöfen eine eigene Pfarrei errichtet. 1902 begann der Neubau der Pfarrkirche im neugotischen Stil unter Leitung von Johannes Schroth vom Erzbischöflichen Bauamt Karlsruhe. Da die alte Pfarrkirche für den Neubau abgerissen werden musste, war von 1902 bis 1904 eine Notkirche im „Kranzsaal“ eingerichtet.
Am 17. November 1903 fand die feierliche Grundsteinlegung mit Festrede durch Prälat Franz Xaver Lender statt. Im Herbst 1904 wurde mit einer feierlichen Prozession das Allerheiligste in den Kirchenneubau gebracht. 1906 wurde der Hochaltar von Franz Joseph Simmler bzw. den Gebrüdern Moroder aufgestellt. 1906 wurde ein neues Geläut installiert. Der Innenausbau war 1907 beendet, so dass am 9. Mai 1907 die Kirche durch Erzbischof Thomas Nörber feierlich geweiht werden konnte.
Die neuen Glocken mussten für den Kriegseinsatz im Ersten Weltkrieg abgenommen werden. Neue Glocken wurden 1929 aufgezogen. Diese mussten im Zuge des Zweiten Weltkriegs 1942 wiederum abgegeben werden. Im Jahr 1948 konnte dann das dritte Geläut installiert werden, das bis heute in der Kirche zu finden ist.
Die im Jahr 1905 gebraucht gekaufte, unpassende Orgel wurde 1963/1964 durch eine angemessene Orgel mit 44 Registern ersetzt. 1977 wurde eine Innen- und Außen-Renovierung durchgeführt.
Im Jahr 2008 wurde die Pfarrkirche St. Nikolaus erneut innen renoviert. Der Altarraum wurde 2010 durch den Künstler Jochen Kitzbihler neu gestaltet.

## Beschreibung
Es handelt sich um einen dreischiffigen Bau mit einem Kirchturm von 76 Metern Höhe. Das Mauerwerk besteht aus Buntsandstein, der Turmhelm ist mit Schiefer gedeckt.